# Octaspidiotus yunnanensis
Octaspidiotus yunnanensis är en insektsart som först beskrevs av Tang och Chu 1983.  Octaspidiotus yunnanensis ingår i släktet Octaspidiotus och familjen pansarsköldlöss. Inga underarter finns listade i Catalogue of Life.